# Ластра-и-Куэста, Луис де ла
Луис де Ла Ластра-и-Куэста (исп. Luis de la Lastra y Cuesta; 1 декабря 1803, Кубас, королевство Испания — 5 мая 1876, Севилья, королевство Испания) — испанский кардинал, доктор обоих прав. Епископ Оренсе с 18 марта 1852 по 3 августа 1857. Архиепископ Вальядолида с 3 августа 1857 по 16 марта 1863. Архиепископ Севильи с 16 марта 1863 по 5 мая 1876. Кардинал-священник с 16 марта 1863, с титулом церкви Сан-Пьетро-ин-Винколи с 12 июля 1867.